# Нантёй-сюр-Эн
Нантёй-сюр-Эн (фр. Nanteuil-sur-Aisne) — коммуна во Франции, находится в регионе Шампань — Арденны. Департамент — Арденны. Входит в состав кантона Ретель. Округ коммуны — Ретель.
Код INSEE коммуны — 08313.
Коммуна расположена приблизительно в 160 км к северо-востоку от Парижа, в 65 км севернее Шалон-ан-Шампани, в 45 км к юго-западу от Шарлевиль-Мезьера.

## Население
Население коммуны на 2008 год составляло 121 человек.
| 1962 | 1968 | 1975 | 1982 | 1990 | 1999 | 2008 |
| ---- | ---- | ---- | ---- | ---- | ---- | ---- |
| 125  | 129  | 126  | 133  | 132  | 125  | 121  |

## Администрация
| Период | Период | Фамилия       | Партия | Должность |
| ------ | ------ | ------------- | ------ | --------- |
| 2001   | 2008   | Ги Камю       |        |           |
| 2008   |        | Поль Боссерон |        |           |

## Экономика
В 2007 году среди 80 человек в трудоспособном возрасте (15—64 лет) 65 были экономически активными, 15 — неактивными (показатель активности — 81,3 %, в 1999 году было 69,3 %). Из 65 активных работали 61 человек (34 мужчины и 27 женщин), безработных было 4 (2 мужчин и 2 женщины). Среди 15 неактивных 7 человек были учениками или студентами, 3 — пенсионерами, 5 были неактивными по другим причинам.

## Фотогалерея

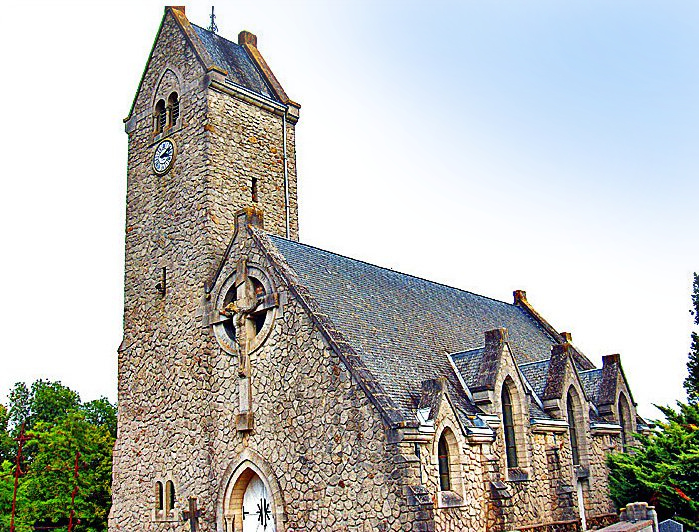
Церковь
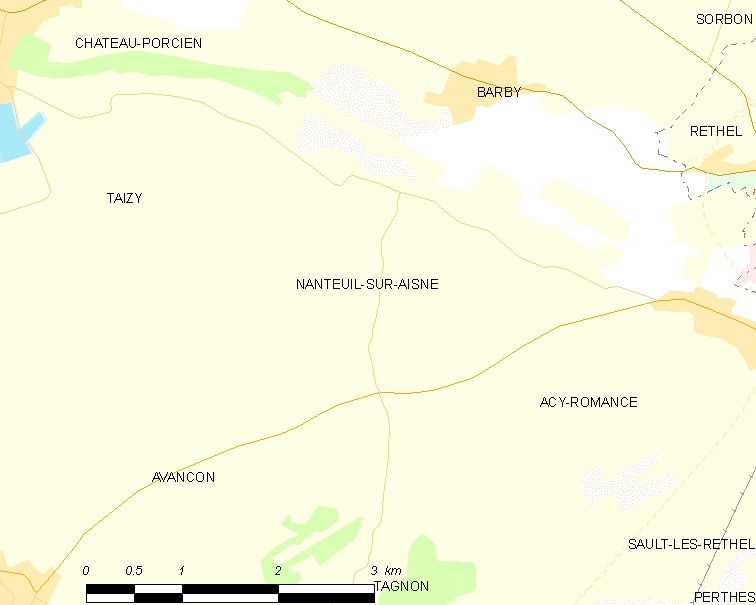
Карта коммуны